# Mazda Spiano
Mazda Spiano – samochód osobowy produkowany przez firmę Mazda. Spiano jest pięciodrzwiowym kei carem. Mazda Spiano jest stylizowana na Renault 4 z 1974 roku. Spiano może być napędzane na przód lub na wszystkie koła. Samochód powstaje wspólnie z bliźniaczym modelem Suzuki Alto Lapin. Samochód przeszedł facelifting w 2008.

## Galeria

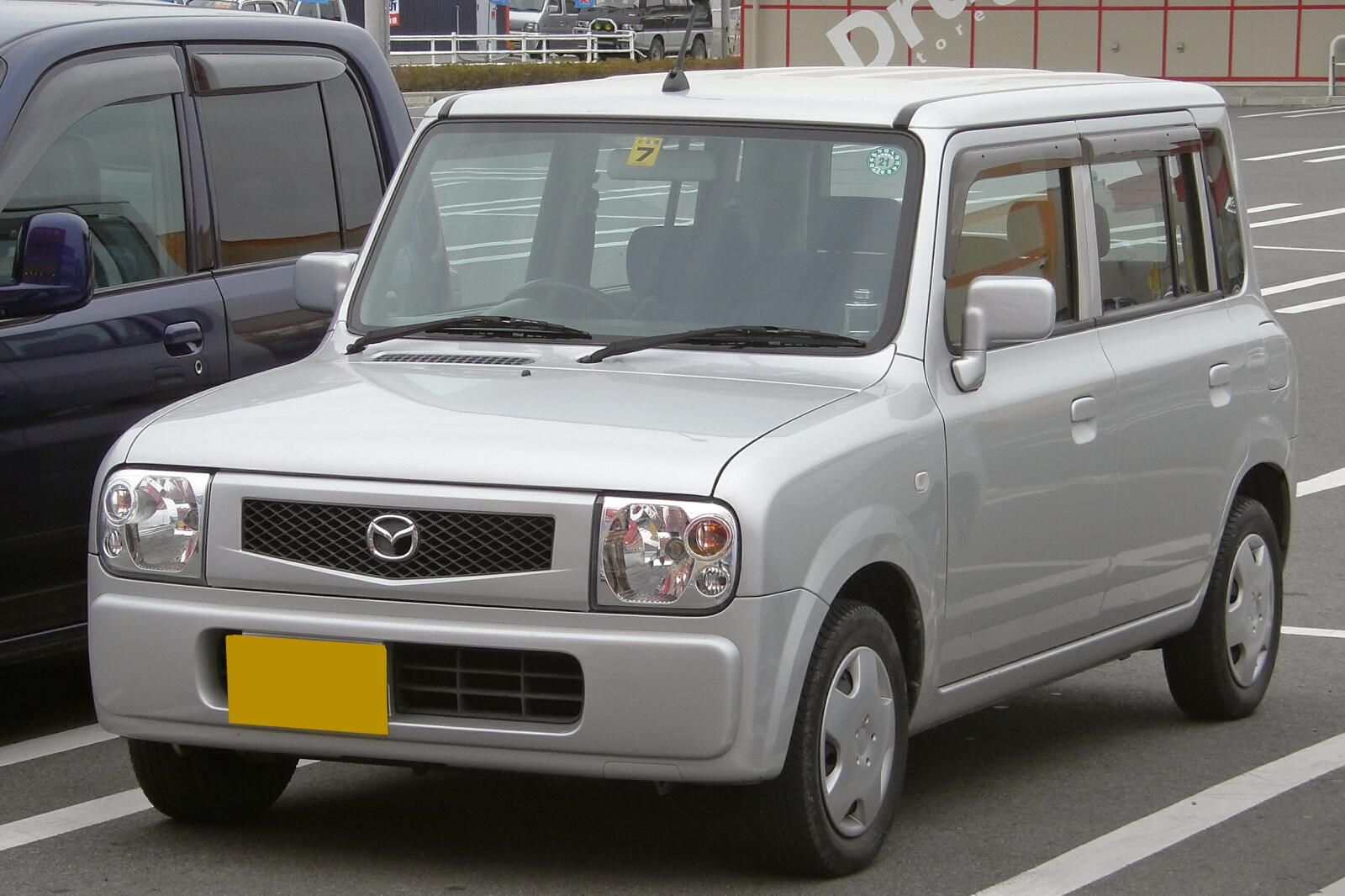
Mazda Spiano przed face liftingiem
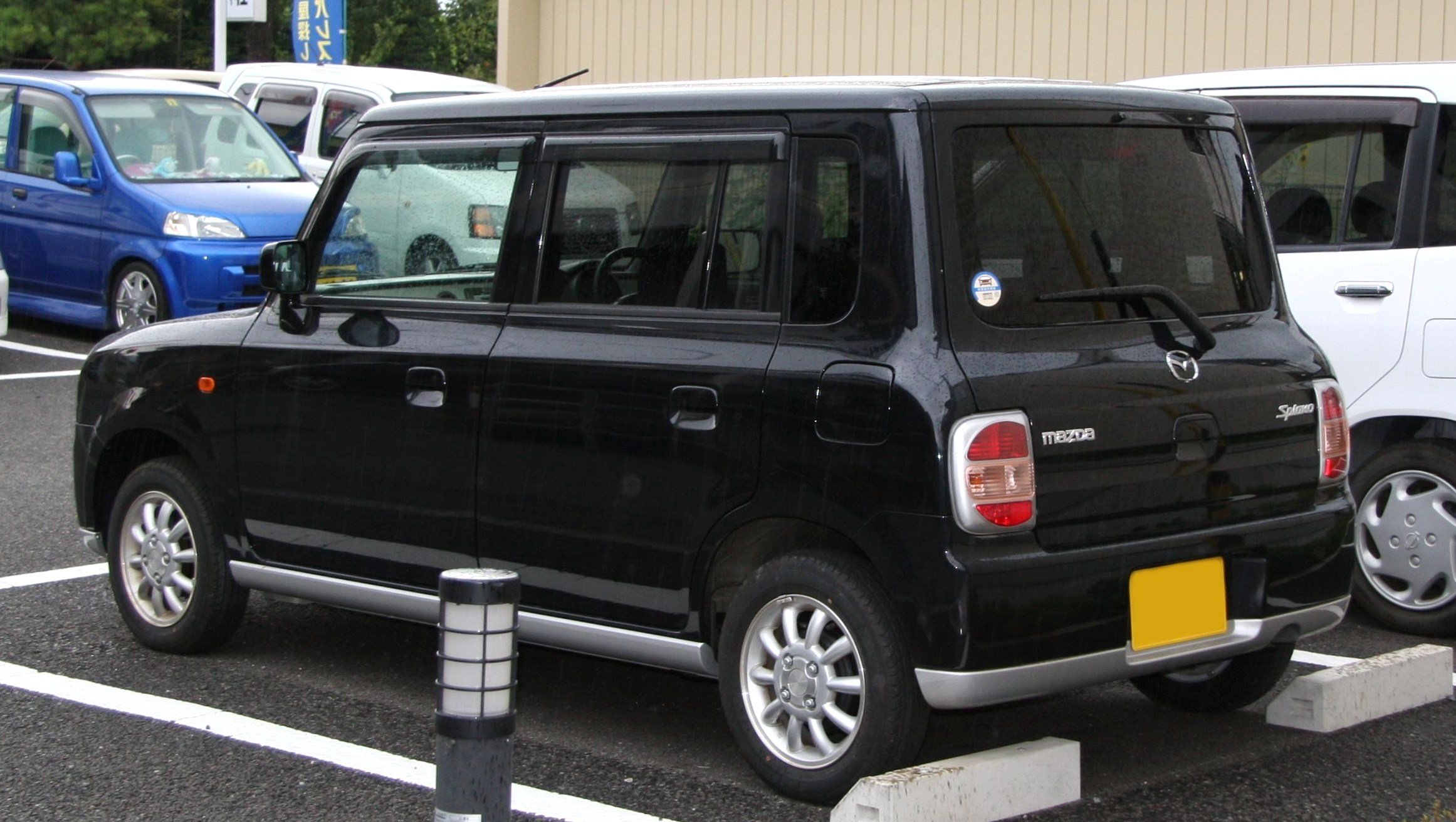
Mazda Spiano z tyłu
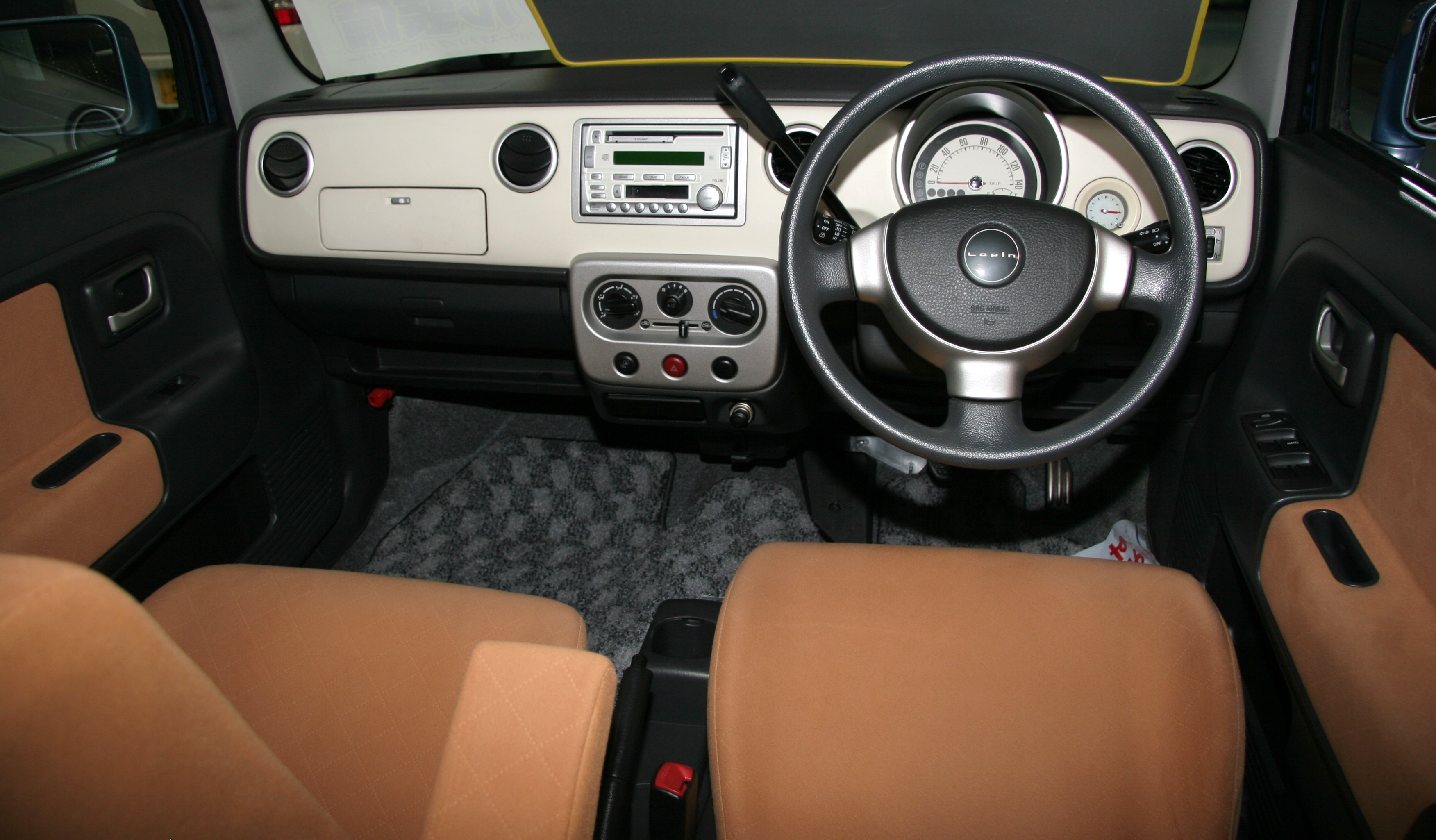
Mazda Spiano w środku
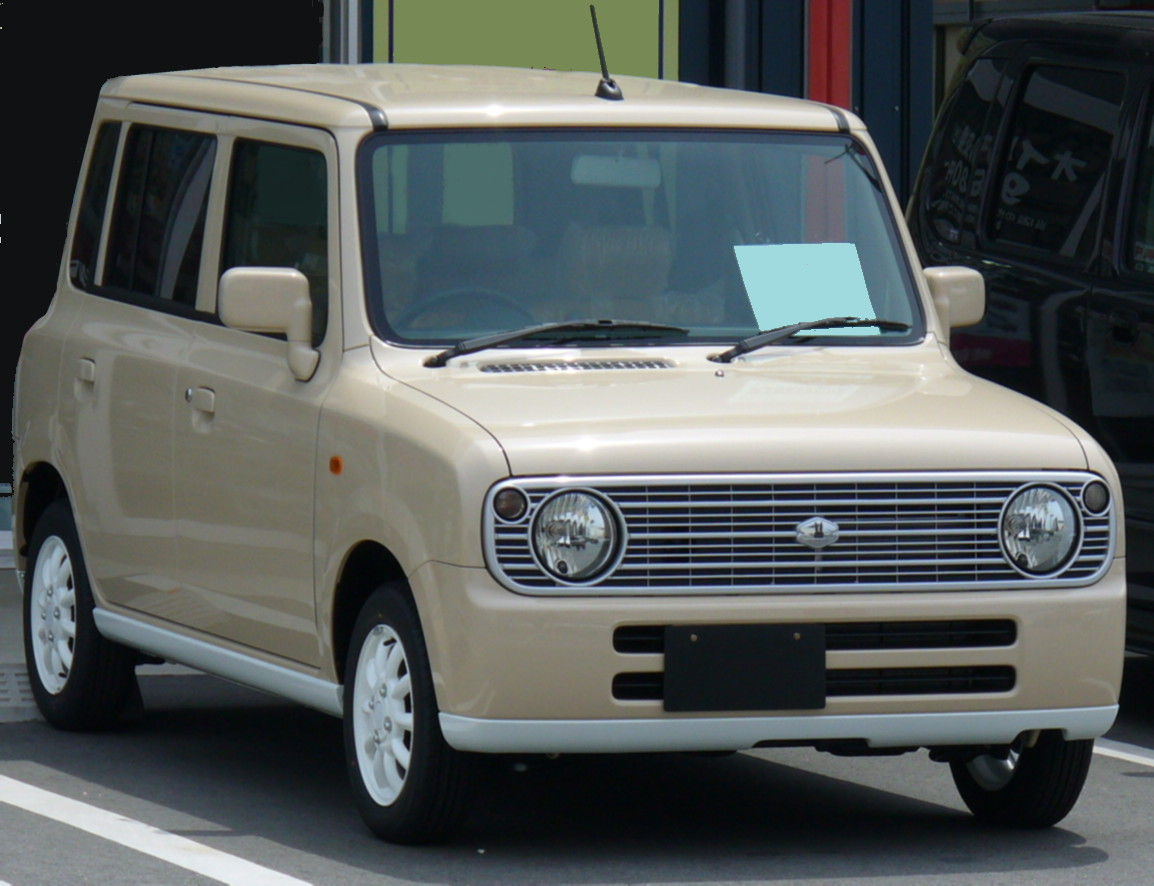
Suzuki Alto Lapin